# 內容創作者
內容創作者（英語：content creator）是指在媒體上創作及分享用戶生成內容的個體，尤其是指在網路媒體及網路內容平台。內容創作者會創作、撰寫或製作資訊內容，例如博客文章、影像網誌、新闻、图像、音频、视频等各種藝術形式。
網誌作者、YouTuber、UP主、直播主、微信公众号內容發佈者、民間記者也是內容創作者的一些例子。

## 問題
在網際網路加速訊息傳遞的同時，也讓謠言可以接觸到更廣大的受眾，這可能會讓用戶更難找到有用的資訊。